# NGC 4337
NGC 4337 é um aglomerado aberto na direção da constelação de Crux. O objeto foi descoberto pelo astrônomo John Herschel em 1834, usando um telescópio refletor com abertura de 18,6 polegadas. Devido a sua moderada magnitude aparente (+8,9), é visível apenas com telescópios amadores ou com equipamentos superiores. 